# Caramello a nido d'ape

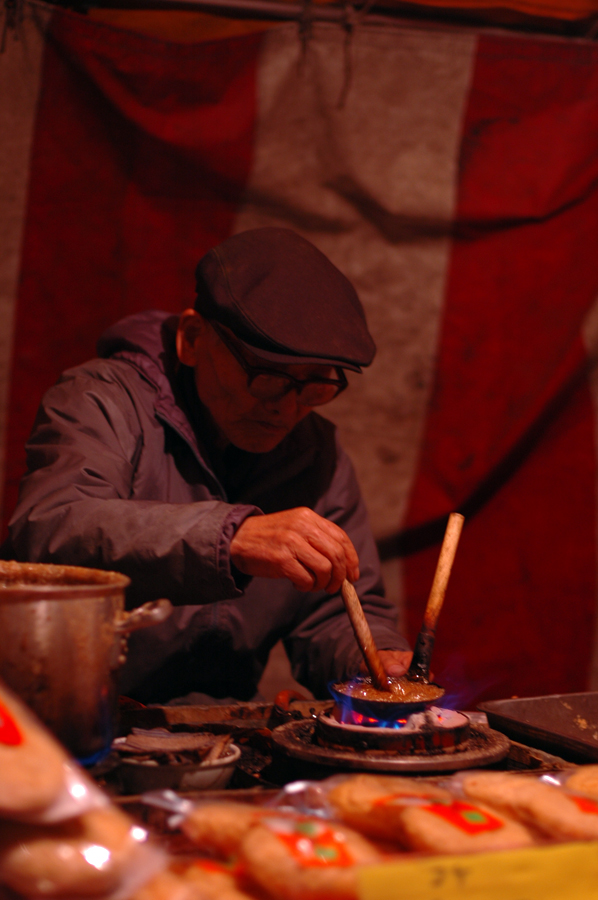
Un venditore ambulante ad Asakusa (Tokyo) che offre karumeyaki

Il caramello a nido d'ape è una caramella con una consistenza leggera, rigida e texture simile a quella di una spugna. I suoi ingredienti principali sono tipicamente zucchero di canna, sciroppo di mais (o melassa) e bicarbonato di sodio, a volte con un acido come l'aceto. Il bicarbonato di sodio e l'acido reagiscono per formare anidride carbonica che è intrappolata nella miscela altamente viscosa. Quando l'acido non viene utilizzato, la decomposizione termica del bicarbonato di sodio rilascia anidride carbonica. La struttura a forma di spugna si forma mentre lo zucchero è liquido, dopo di che il caramello si indurisce. La caramella ha una varietà di nomi e varianti regionali.
Grazie alla semplicità e ai tempi di preparazione rapidi, in alcune regioni è spesso fatto in casa ed è una ricetta popolare per i bambini. Viene anche prodotto commercialmente e venduto in piccoli blocchi o ricoperto di cioccolato. Un esempio popolare sono le barrette Crunchie.
Il dolce è diffuso anche in Giappone, Corea del Sud e Canada.

## Altri nomi
Questo dolce è conosciuto con molti nomi, tra cui:
- cinder toffee in Gran Bretagna[2]. Lo Yellowman, tipico dell'Irlanda del Nord, è molto simile.
- fairy food candy o angel food candy in Wisconsin, Stati Uniti.[3]
- hokey pokey in Nuova Zelanda[4][5][6][7] (specialmente nel classico gelato Hokey Pokey ).
- honeycomb in Sud Africa, Australia, Gran Bretagna,[8] Irlanda e Ohio, Stati Uniti
- old fashioned puff in Massachusetts[9]
- puff candy in Scozia[10]
- sea foam nel Maine, Washington, Oregon, Utah, California e Michigan, Stati Uniti
- sponge candy a Milwaukee, Wisconsin, St. Paul, Minnesota, New York occidentale e Pennsylvania nordoccidentale, Stati Uniti[11]
- sponge toffee ("tire éponge") in Canada[12]
- dalgona (o ppopgi ) in Corea
- gulali in Indonesia

## Nelle varie culture

### Taiwan
A Taiwan si chiama zucchero gonfio (膨糖, péngtáng o 椪糖, pèngtáng).

### Cina
In Cina si chiama zucchero a nido d'ape(蜂窩糖;fēngwōtáng), oppure 大梨糕(dàlígāo). Si dice che sia un tipo popolare di pasticceria dell'infanzia delle persone nate negli anni '80, è un dolce tradizionale di Tientsin.

### Ungheria
In Ungheria è conosciuto come törökméz (miele turco) ed è comunemente venduto alle fiere cittadine.

### Nuova Zelanda
Il caramello a nido d'ape è conosciuto come hokey pokey in Nuova Zelanda. Un gusto di gelato molto popolare composto da semplice gelato alla vaniglia con piccoli e solidi grumi di honeycomb toffee è anche conosciuto come hokey pokey . È anche usato per fare i biscotti hokey pokey .

### Giappone
È un dolce tradizionale giapponese noto come karumeyaki (カルメ焼き), una fusione linguistica fra parola portoghese caramelo (caramello) e la parola giapponese yaki (cuocere). È tipicamente fatto a mano e spesso venduto dai venditori ambulanti.

### Corea del Sud
Dalgona ( 달고나? ) o ppopgi  (뽑기? ) è una caramella coreana a base di zucchero fuso e bicarbonato di sodio . Era uno spuntino da strada popolare negli anni '70 e '80 e viene ancora consumato come cibo retrò. Ha un nome diverso per ogni regione. Quando un pizzico di bicarbonato viene mescolato allo zucchero fuso, la decomposizione termica del bicarbonato rilascia anidride carbonica, che fa gonfiare lo zucchero liquefatto, e diventa una caramella leggera e croccante una volta raffreddata e indurita. In genere, il liquido beige e cremoso viene versato su una superficie piana, pressato e stampato con uno stampo decorato. Chi lo mangia cerca di ripulire il contorno della decorazione a morsi senza rompere l'immagine.  Se il taglio viene completato con successo senza rompere la caramella, il consumatore riceve un'altra dalgona gratuita. I caffè moderni a Seoul ora servono nuove bevande in cui il dalgona viene accatastato sopra tè o caffè freddo, e pasticcini come gli scones. Alcuni caffè usavano anche dalgona per lanciare sul mercato dolci come il bingsu (dessert gelato) e il soufflé. Inoltre, viste le prolungate quarantene passate in casa a causa del Covid-19, "Making Dalgona at Home" ("fare Dalgona a casa") è stato un trend popolare su svariati social, così tanto che il New York Times e la BBC hanno fatto notizia mostrando come produrre "K-Dalgona".
Nel settembre 2021 i dischetti di dalgona sono diventati molto popolari grazie alla serie televisiva sudcoreana Squid Game, nella quale i concorrenti cercano di ritagliare alcune forme senza romperle, pena la morte.

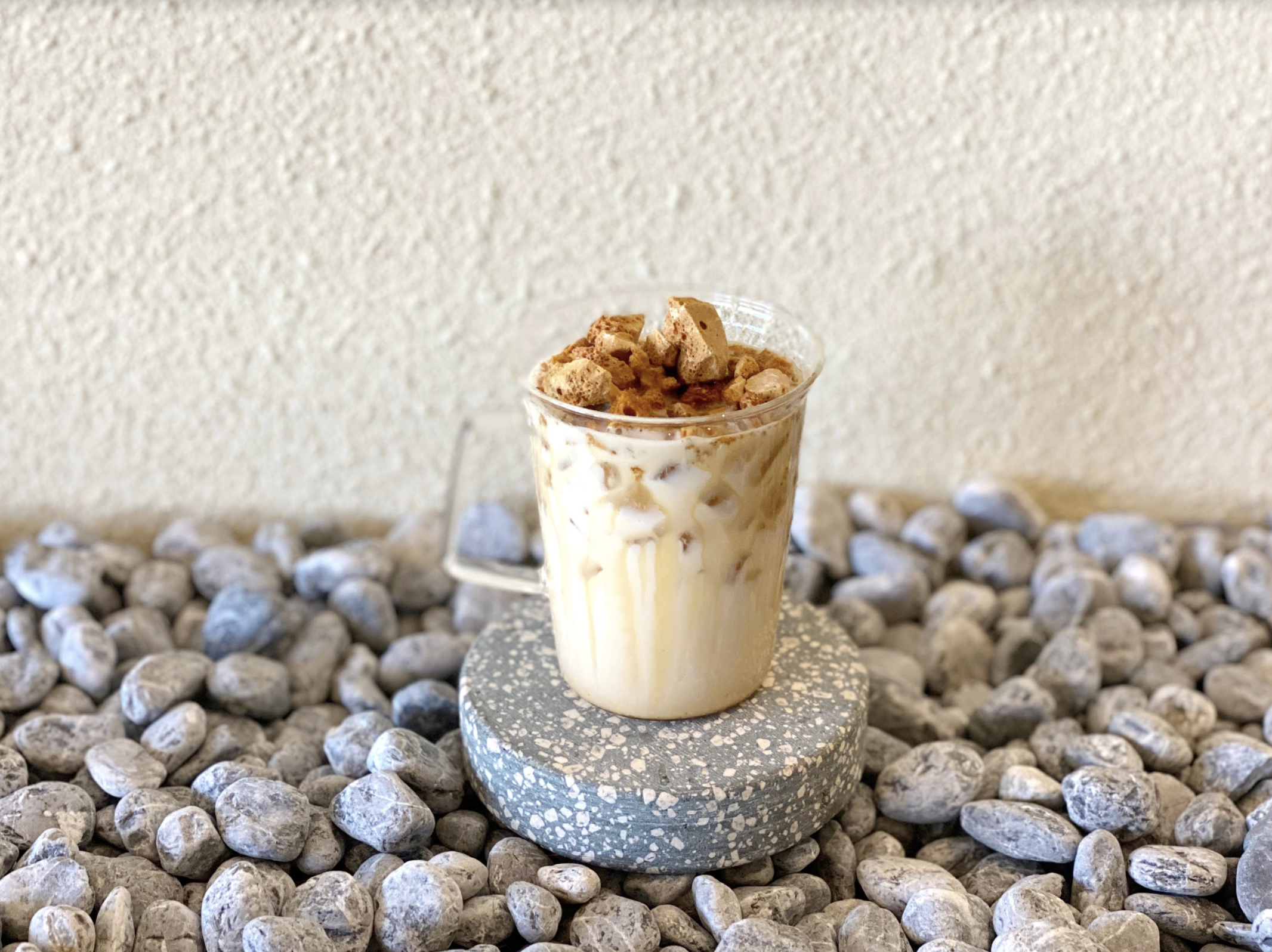
Dalgona su un tè freddo in un moderno caffè di Seoul
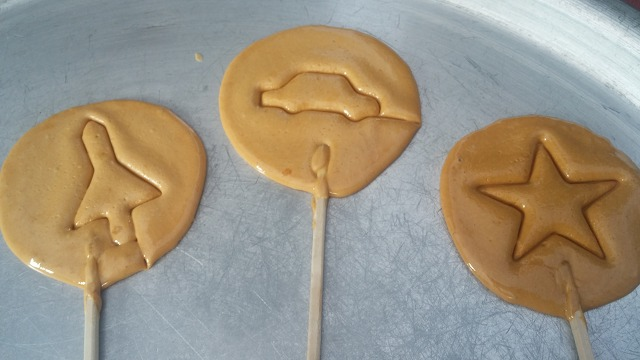
Dalgona
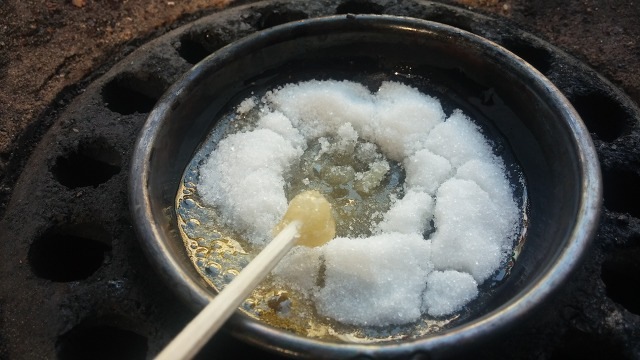
Fare dalgona su yeontan (bricchette di carbone)